# Tenga di Bukhara
Il tenga è stata la moneta di Bukhara fino al 1920. Era suddiviso in 10 falus. Fu sostituito dal rublo russo con un tasso di cambio di 1 rublo = 5 tenga.